# Kęstutis Kėvalas
Kęstutis Kėvalas (Kaunas, 17 febbraio 1972) è un arcivescovo cattolico lituano, dal 19 febbraio 2020 arcivescovo metropolita di Kaunas.

## Biografia
Kęstutis Kėvalas è nato il 17 febbraio 1972 a Kaunas, omonima contea ed arcidiocesi, nella parte centrale dell'allora Repubblica Socialista Sovietica Lituana (oggi Repubblica di Lituania); ha ricevuto il battesimo il 10 giugno dello stesso anno nella chiesa del Sacro Cuore di Gesù nel quartiere Šančiai della città natale.

### Formazione e ministero sacerdotale
Ha compiuto gli studi primari e secondari nel quartiere Šančiai, frequentando anche la prima scuola di musica di Kaunas, e conseguendo il diploma di maturità scientifica all'età di diciotto anni; nel 1990 si è iscritto alla Facoltà radioelettrica dell'Università tecnica di Kaunas, che ha frequentato fino al 1992. Sentendo maturare la vocazione al sacerdozio, nel 1993 è entrato nel seminario di Kaunas per gli studi in filosofia e teologia e nel 1997, su invito del proprio arcivescovo, si è trasferito a Baltimora, negli Stati Uniti d'America, per continuare la formazione presso il seminario di Santa Maria. Rientrato brevemente in patria, ha ricevuto l'ordinazione sacerdotale il 29 giugno 2000, nella basilica cattedrale dei Santi Pietro e Paolo a Kaunas, per imposizione delle mani di Sigitas Tamkevičius, S.I., arcivescovo metropolita di Kaunas; si è incardinato, ventottenne, come presbitero della medesima arcidiocesi. Tornato in America, l'anno successivo ha conseguito la licenza in teologia con una tesi intitolata "Insegnamento sociale cattolico e sviluppo economico: un caso di studio della Lituania".
Nell'agosto 2001 è stato nominato responsabile del corso propedeutico del seminario di Kaunas e cappellano della pastorale giovanile dell'arcidiocesi a Šiluva per quattro anni; al contempo dal febbraio 2002 ha cominciato ad insegnare teologia morale nei corsi di laurea e gestione pastorale e giovanile nei master presso l'Università Vytautas Magnus a Kaunas. Nella stessa università ha iniziato gli studi per il dottorato nel settembre 2003, partecipando al contempo ai lavori per il secondo sinodo arcidiocesano come presidente della commissione pastorale giovanile per il successivo quadriennio; nel giugno 2005 è stato anche promosso direttore spirituale del seminario di Kaunas.
Nell'agosto 2006 si è recato nuovamente negli Stati Uniti per preparare la tesi, servendo contemporaneamente come cappellano nel monastero delle Suore dei poveri di Maria Immacolata a Putnam, e nel settembre 2007 è tornata in patria per terminare il lavoro all'Università Vytautas Magnus; qui il 18 gennaio 2008 ha conseguito il dottorato con la sua tesi intitolata "Origini e fini della libera economia raccontati nella lettera enciclica Centesimus annus". Contemporaneamente ha ripreso il ministero servendo nella cattedrale di Kaunas e come confessore del seminario, mentre dal 2009 al 2011 è stato vicepreside della Facoltà di teologia cattolica all'Università Vytautas Magnus. L'8 febbraio 2010 è divenuto direttore di Radio Maria in Lituania, ruolo svolto fino alla promozione all'episcopato; lo stesso anno ha ricevuto il premio Novak dall'Istituto Acton negli Stati Uniti per i suoi studi sull'approfondimento dei legami tra le discipline della morale e dell'economia e dell'esame del tema della libera economia in un contesto interdisciplinare.

### Ministero episcopale

#### Vescovo ausiliare di Kaunas
Il 27 settembre 2012 papa Benedetto XVI lo ha nominato, quarantenne, vescovo ausiliare di Kaunas assegnandogli contestualmente la sede titolare di Abziri. Ha ricevuto la consacrazione episcopale il successivo 24 novembre, nella chiesa della Resurrezione di Cristo a Kaunas, per imposizione delle mani di Sigitas Tamkevičius, S.I., arcivescovo metropolita di Kaunas e futuro cardinale, assistito dai co-consacranti Luigi Bonazzi, arcivescovo titolare di Atella e nunzio apostolico in Lituania, e Gintaras Grušas, ordinario militare per la Lituania. Come suo motto episcopale ha scelto Christus spes mea, che tradotto vuol dire "Cristo mia speranza".
Poco dopo è stato nominato vicario generale dell'arcidiocesi. Il 14 Febbraio 2013, durante una sessione plenaria della Conferenza episcopale della Lituania (LVK), è stato eletto presidente del Consiglio per gli affari sociali ed il 29 ottobre 2014 è stato rieletto.
Il 2 febbraio 2015 si è recato in Vaticano, assieme agli membri dell'episcopato lituano, per la visita ad limina apostolorum, allo scopo di discutere con il pontefice della situazione e dei problemi relativi all'arcidiocesi.

#### Coadiutore e vescovo di Telšiai

Stemma da vescovo di Telšiai.

Il 20 aprile 2017 papa Francesco lo ha nominato, quarantacinquenne, vescovo coadiutore di Telšiai, facendo il proprio ingresso in diocesi il 1º giugno successivo.
Il 26 giugno il comune di Kaunas lo ha insignito del distintivo d'onore "Santaka" di 2º classe, assegnato a persone meritevoli di Kaunas che si sono distinte per il lavoro e le attività sociali particolarmente diligenti e oneste.
Il 18 settembre seguente, con l'accettazione della rinuncia per motivi di salute del settantaduenne Jonas Boruta, S.I., che aveva guidato la diocesi per quindici anni, è succeduto per coadiutoria come vescovo di Telšiai.
Il 15 gennaio 2018 è stato eletto presidente della Commissione per l'istruzione dell'episcopato lituano, ed attualmente è membro del Consiglio permanente e della Commissione dei media in seno alla stessa assemblea.
Il 19 giugno 2019, in commemorazione del 30º anniversario del restauro dell'Università Vytautas Magnus, gli è stata assegnata una medaglia d'argento per meriti all'università mentre il 6 dicembre dello stesso anno è stato insignito del distintivo commemorativo "Per meriti alla Samogizia" in occasione del suo 800º anniversario.

#### Arcivescovo metropolita di Kaunas

Stemma da arcivescovo di Kaunas.

Il 19 febbraio 2020 lo stesso papa lo ha promosso, appena quarantottenne, arcivescovo metropolita di Kaunas; è succeduto a monsignor Lionginas Virbalas, S.I., dimissionario a soli cinquantanove anni per motivi di salute e di vocazione religiosa. Ha preso possesso dell'arcidiocesi durante una cerimonia svoltasi nella cattedrale dei Santi Pietro e Paolo a Kaunas il successivo 24 giugno.
Il 29 giugno seguente, giorno della solennità dei Santi Pietro e Paolo, si è recato presso la basilica di San Pietro in Vaticano, dove il pontefice gli ha consegnato il pallio, simbolo di comunione tra la Santa Sede e il metropolita, che gli è stato imposto durante il 22 ottobre nella cattedrale di Kaunas.
Il 24 giugno 2021 è stato insignito della medaglia commemorativa del vescovo "Motiejus Valančius 1801–1875" dalla popolazione della regione di Samogizia ed il 6 luglio, giorno dell'incoronazione del re Mindaugas di Lituania, gli è stato conferito il distintivo d'onore "Santaka" di 1º classe per meriti speciali in Lituania e Kaunas, lavoro pastorale roccioso, onesto e altruista e attività sociali attive.

## Genealogia episcopale e successione apostolica
La genealogia episcopale è:
- Cardinale Scipione Rebiba
- Cardinale Giulio Antonio Santori
- Cardinale Girolamo Bernerio, O.P.
- Arcivescovo Galeazzo Sanvitale
- Cardinale Ludovico Ludovisi
- Cardinale Luigi Caetani
- Cardinale Ulderico Carpegna
- Cardinale Paluzzo Paluzzi Altieri degli Albertoni
- Papa Benedetto XIII
- Papa Benedetto XIV
- Papa Clemente XIII
- Cardinale Marcantonio Colonna
- Cardinale Giacinto Sigismondo Gerdil, B.
- Cardinale Giulio Maria della Somaglia
- Cardinale Carlo Odescalchi, S.I.
- Cardinale Costantino Patrizi Naro
- Cardinale Lucido Maria Parocchi
- Papa Pio X
- Papa Benedetto XV
- Papa Pio XII
- Vescovo Michel-Joseph Bourguignon d'Herbigny, S.I.
- Vescovo Antoni Malecki
- Vescovo Teofilius Matulionis
- Cardinale Vincentas Sladkevičius, M.I.C..
- Cardinale Sigitas Tamkevičius, S.I.
- Arcivescovo Kęstutis Kėvalas

La successione apostolica è:
- Vescovo Saulius Bužauskas (2023)